# Dietaisi (sockenhuvudort i Kina, Shanxi Sheng, lat 38,81, long 112,20)
Dietaisi är en sockenhuvudort i Kina. Den ligger i provinsen Shanxi, i den norra delen av landet, omkring 110 kilometer norr om provinshuvudstaden Taiyuan. Antalet invånare är 3 305. Befolkningen består av 1 461 kvinnor och 1 844 män. Barn under 15 år utgör 18,0 %, vuxna 15-64 år 69 %, och äldre över 65 år 12,0 %.
Runt Dietaisi är det ganska tätbefolkat, med 83 invånare per kvadratkilometer. Närmaste större samhälle är Dongzhai, 9,1 km väster om Dietaisi. Trakten runt Dietaisi består i huvudsak av gräsmarker.
Genomsnittlig årsnederbörd är 613 millimeter. Den regnigaste månaden är juli, med i genomsnitt 191 mm nederbörd, och den torraste är januari, med 2 mm nederbörd.